# Heinrich Reimann (Diplomat)
Heinrich Reimann (* 16. Mai 1944 in Winterthur; † 2. Februar 2007 in Wien) war ein Schweizer Diplomat.

## Leben
Reimann studierte in Zürich und Genf und wurde anschliessend an der Universität Zürich zum Doktor der Rechte promoviert.
Er trat 1970 in den auswärtigen Dienst und war Attaché in Bern und Belgrad. 1973 wurde er Botschaftssekretär in der Schweizer Botschaft in Bonn. Von 1973 bis 1976 war er im Eidgenössischen Departement für auswärtige Angelegenheiten (EDA) in der Sektion Völkerrecht beschäftigt. Von 1977 bis 1980 war er als Botschaftssekretär in der Schweizer Botschaft in Paris tätig und 1980 wurde er zum Botschaftsrat befördert. Von 1980 bis 1985 war er im EDA tätig, deren Sektion Völkerrecht er ab 1981 leitete. Im Jahr 1984 wurde er zum Vizedirektor des EDA befördert.
Im Jahr 1986 ernannte ihn der Bundesrat zum Botschafter in Teheran und 1989 zum Botschafter in Algier. Ab 1991 war er mit Amtssitz Algier auch bei der Regierung von Mauretanien akkreditiert.
Vom 30. August bis 1. September 1993 bekleidete er das Amt des Kommissars der Internationalen Konferenz zum Schutze der Kriegsopfer in Genf. Von 1993 bis 1996 leitete er die politische Abteilung II des EDA.
Von 1997 bis 14. Juni 2001 war er Botschafter in Den Haag. Von 2011 bis 2004 vertrat Heinrich Reimann die Schweiz bei der Organisation für Sicherheit und Zusammenarbeit in Europa, der UNO und anderen internationalen Organisationen in Wien.

## Werke
- Heinrich Reimann: On the Importance and Essence of Foreign Cultural Policy of States: The Interplay between Diplomacy and Intercultural Communication. In: Hannah Slavik (Hrsg.): Intercultural Communication and Diplomacy. DiploFoundation, 2004, ISBN 99932-53-08-1, S. 83–88.